# Season of Glass (EP)
Pour les articles homonymes, voir Season of Glass.
Albums de GFriend
Flower Bud
(2015)
Singles
1. Glass Bead
Sortie : 15 janvier 2015

Season of Glass est le premier mini-album du girl group sud-coréen GFriend. Il est sorti le 15 janvier 2015 avec comme titre promotionnel Glass Bead.

## Liste des pistes
| 1.    | Intro (Season of Glass)            |                 | Lee Ki Yong Bae              | 1:13 |
| 2.    | Glass Bead (유리구슬; Yuri Guseul) | Lee Ki Yong Bae | Lee Ki Yong Bae              | 3:23 |
| 3.    | Neverland                          | Eden Beatz      | ZigZagNote, Kang Myeong Shin | 3:11 |
| 4.    | White (하얀마음; Hayan Maeum)      | Lee Ki Yong Bae | Lee Ki Yong Bae              | 3:45 |
| 5.    | Glass Bead (Instrumental)          | Lee Ki Yong Bae | Lee Ki Yong Bae              | 3:23 |
| 14:14 |                                    |                 |                              |      |

## Classement
| Classement       | Meilleure position |
| ---------------- | ------------------ |
| Gaon album chart | 12                 |

### Ventes et certifications
| Classement (2015)   | Quantité      |
| ------------------- | ------------- |
| Gaon physical sales | Plus de 7 252 |